# 穆罕默德·谢利姆哈诺夫
穆罕默德·萨拉莫维奇·谢利姆哈诺夫（俄语：Магомед Саламович Селимханов；1976年1月31日—）是俄罗斯政治人物，第六届和第七届国家杜马议员。
2001年，他毕业于格罗兹尼国立石油技术大学。2001至2004年，他在国家单一企业“Vozrozhdenie”农业综合体担任一级经济学家。2006年5月至2007年2月，担任车臣共和国政府主席拉姆赞·卡德罗夫的助理。2008年，他被任命为车臣共和国政府副主席、总统办公厅和政府首脑。2011年，他担任第六届国家杜马议员。2016年，他连任第七届国家杜马议员。